# Lodewijk I van Monaco
Lodewijk I Grimaldi (Monaco, 25 juli 1642 – Rome, 3 januari 1701) was vorst van Monaco van 1662 tot 1701. Hij was een zoon van prins Hercules van Monaco (1623-1651) en  Aurelia Spinola. Hij volgde grootvader Honorius II op.
Lodewijk huwde op 30 maart 1660 in Pau met Catherine Charlotte de Gramont (1639 – Parijs 4 juni 1678), dochter van Anton III, hertog van Gramont. Zij kregen zes kinderen:
- Anton (1661-1731)
- Anna Hippolyte (1667-1700); ∞ (1696) Jacques de Crussol (Parijs 29 december 1675 – Kasteel Uzès 19 juli 1739), hertog van Uzès
- Frans Honorius (21 december 1669 – Parijs februari 1748), aartsbisschop van Besançon
- Theresia († 1738)
- Johanna
- Aurelia

Reinier I · Karel I, Anton, Reinier II en Gabriël · Lodewijk en Jan I · Lodewijk · Ambrosius en Jan I · Jan I · Catalanus · Claudine · Lambert · Jan II · Lucianus · Augustinus · Honorius I · Karel II · Hercules · Honorius II · Lodewijk I · Anton I · Louise Hippolyte · Jacobus I · Honorius III · Honorius IV · Honorius V · Florestan I · Karel III · Albert I · Lodewijk II · Reinier III · Albert II